# Валдидентро
Валдидентро (итал. Valdidentro) је насеље у Италији у округу Сондрио, региону Ломбардија.
Према процени из 2011. у насељу је живело 30 становника. Насеље се налази на надморској висини од 1394 м.

## Становништво
| 1931. | 1936. | 1951. | 1961. | 1971. | 1981. | 1991. | 2001. | 2011. |
| ----- | ----- | ----- | ----- | ----- | ----- | ----- | ----- | ----- |
| 2.378 | 2.295 | 2.789 | 3.085 | 3.365 | 3.517 | 3.708 | 3.908 | 4.045 |